# Groepsverzekering (België)
| Type          | Onderverdeling                                                                              | Niveau      |
| ------------- | ------------------------------------------------------------------------------------------- | ----------- |
| Eerste pijler | Wettelijk pensioen (RSZ) Ambtenarenpensioen Gezinspensioen Overlevingspensioen Rustpensioen | Overheid    |
| Tweede pijler | Bedrijfspensioenplan                                                                        | Collectief  |
| Tweede pijler | IPT (bedrijfsleiders) POZ (zelfstandigen) VAPZ (zelfstandigen) VAPW (werknemers)            | Individueel |
| Derde pijler  | Pensioensparen Langetermijnsparen                                                           | Individueel |
| Vierde pijler | Individueel sparen Beleggingen Levensverzekering Onroerend goed                             | Individueel |

Een groepsverzekering is in België een collectieve verzekering die een bedrijf of organisatie afsluit voor zijn personeel. Het is een verzekering ten voordele van alle personeelsleden van de onderneming of van een deel daarvan, met als doel aan de verkrijgers extra-wettelijke voordelen te verschaffen boven die waarin het wettelijk rust- en overlevingspensioen voorziet. Een groepsverzekering kan ook afgesloten worden voor de zelfstandige bedrijfsleider. Tot eind 2011 kon deze voorziening intern aangelegd worden. De regering Di Rupo I heeft echter beslist dat dit niet meer kan. Vanaf boekjaar 2012 kunnen geen interne voorzieningen meer worden aangelegd; enkel nog extern.
De verzekering is bedoeld als aanvulling op het loon of de wedde (gedeelte dat dus niet rechtstreeks wordt uitbetaald) en dient om extra sociale voordelen (b.v. hospitalisatieverzekering) of een toekomstig inkomen aan het personeel te garanderen. Er wordt voor dit fictief loon geen proactieve sociale zekerheid in mindering gebracht.
Een groepsverzekering als tweede pijler kan dienen om een aanvullend pensioen (bedrijfspensioenplan) op te bouwen bovenop het wettelijk pensioen. Het is voor het bedrijf en het personeel fiscaal voordeliger een groepsverzekering af te sluiten dan extra loon uit te keren waarmee het personeelslid zelf eventueel aan pensioenopbouw zou kunnen doen. Zo is volgens de Belgische wetgeving een groepsverzekering voor het bedrijf volledig aftrekbaar als beroepskost, zodat de betaalde premies van de brutowinst van het bedrijf afgetrokken kunnen worden en dus minder belastingen moeten worden betaald. Een groepsverzekering is fiscaal aftrekbaar in die mate dat ze de 80%-regel (circulaire Massard) niet overschrijdt.
Naast pensioenopbouw kunnen ook andere dekkingen opgenomen zijn in een groepsverzekering:
- Arbeidsongeschiktheid
- Hospitalisatieverzekering
- Overlijdensverzekering
- Reisbijstand

## Bedrijfspensioenplan
| Leeftijd bij uitkering | Belastingsvoet        | Belastingsvoet   |
| Leeftijd bij uitkering | Vervroegde uittreding | Bij pensionering |
| ---------------------- | --------------------- | ---------------- |
| 60                     | 20,19%                | 16,66%           |
| 61                     | 18,17%                | 16,66%           |
| 62 – 64                | 16,66%                | 16,66%           |
| +65                    | 10,09%                | 10,09%           |

Pensioensfondsen worden in België door veel werkgevers aangeboden als onderdeel van een groepsverzekering. Dikwijls wordt deze techniek gebruikt om de loonkosten voor een bedrijf onder controle te houden (fiscale voordelen) en om goede werknemers aan te trekken en te behouden. Bij pensionering moet er alsnog (een relatief hoge) bedrijfsvoorheffing worden betaald op het uitgekeerde kapitaal (zie tabel), na aftrek van sociale bijdragen (3,55%) en een solidariteitsbijdrage (1 of 2%) voor de hogere lonen. Het percentage van de bedrijfsvoorheffing hangt af van de leeftijd bij uitkering, of er een volledige loopbaan is, of de laatste 3 jaren actieve jaren waren.
Voor het personeelslid is dit regime gunstiger dan de uitkering van extra loon, waarvoor sociale bijdragen (13,07%) onmiddellijk moeten worden betaald en vaak in de hoogste belastingschijf van 45 of 50% wordt belast. Naast de groepsverzekering kan iedere belastingplichtige, afhankelijk van het belastbaar inkomen en de eigen financiële situatie, individueel intekenen voor een vrij aanvullend pensioen voor werknemers (tweede pijler sinds 2019), pensioensparen, langetermijnsparen (derde pijler) of andere vormen van individueel sparen of beleggen (vierde pijler). Sommige persoonlijke vormen van sparen voor een bijkomend pensioen kunnen onder bepaalde voorwaarden een fiscaal voordeel van 25 of 30% opleveren, te verrekenen met de personenbelasting.
Bij een analyse in 2020 is gebleken dat vooral hogere inkomens en mannen profiteren van het aanvullend pensioen in de tweede pijler. Hoger gekwalificeerde werknemers, en werknemers van grotere bedrijven hebben meer toegang tot een bedrijfspensioenplan, terwijl laagverdieners geen reserve overhouden om zelfstandig in te stappen in een VAPW-regeling. Vrouwen werken dikwijls in sectoren waar de werkgever geen plan voorziet. Een percent van de werknemers met een bedrijfspensioenplan hebben recht op 20% van de kapitalen. De regering wou in september 2021 een regeling uitwerken om dit onevenwicht te verminderen.
De premies voor het pensioengedeelte worden gekapitaliseerd tegen een vooraf bepaalde rente en mogelijks aangevuld met een jaarlijkse winstdeelname. Door de financiële crisis en de corona-crisis hebben pensioenfondsen het moeilijk om aan deze wettelijke norm te blijven voldoen.